# آن أناستاسي
آن أناستاسي (بالإنجليزية: Anne Anastasi)‏ (19 ديسمبر  1908- 4 مايو 2001) هي عالمة نفس أمريكية معروفة بكونها رائدة في مجال القياسات النفسية. ما يزال عملها «الاختبار النفسي» نصاً تقليديا استرعت فيه الانتباه إلى أن الفرد يخضع للاختبار وبالتالي إلى مسؤوليات المختبرين. ودعتهم إلى تجاوز درجات الاختبار والبحث عن تاريخ الفرد المقرر لمساعدتهم على فهم النتائج بأنفسهم بشكل أفضل.
ركزت أناستاسي على ما تعتقد أنه الاستخدام المناسب لاختبارات القياس النفسي. جاء في بيان «قدمت إسهامات مفاهيمية كبيرة في فهم الطريقة التي تتأثر بها التنمية النفسية بعوامل بيئية وتجريبية. وقد قدمت كتابتها تعليقات قاطعة على بناء الاختبارات النفسية والتطبيق السليم لها». ووفقًا لأناستاسي، فإن هذه الاختبارات لم تكشف إلا عما يعرفه الممتحن في ذلك الوقت؛ لم يفسروا نتائج الاختبار. بالإضافة إلى ذلك، يجب أن يأخذ أي قياس نفسي بعين الاعتبار أن الكفاءة تعتمد على السياق. وأكدت أناستاسي على أهمية دور الطبيب في اختيار الاختبارات وإجرائها وتقييمها بشكل صحيح.
شغلت منصب رئيسة الجمعية النفسية الأمريكية عام 1972، وهي ثالث امرأة تُنتخب، وفي عام 1984 مُنحت الميدالية الذهبية للمؤسسة النفسية الأمريكية، وفي عام 1987 نالت على قلادة العلوم الوطنية.

## نشأتها وتعليمها
ولدت آن أناستاسي في 19 ديسمبر 1908 في مدينة نيويورك، وهي ابنة كل من أنتوني انستاسي وتيريزا كوادوسي أنستاسي. توفي والدها عندما كانت طفلة، وانقطع الاتصال بعائلته. ترعرعت مع أمها وأخيها وجدتها. دعمت تيريزا كوادوسي أناستاسي الأسرة، وعملت في نهاية المطاف لصالح صحيفة إل بروغريسو الإيطالية. تعلمت آن في المنزل على يد جدتها حتى الصف السادس. وبعد فترات قصيرة في المدارس العامة والإعدادية، دخلت كلية بارنارد بسن 15 عامًا. وكانت مهتمة في الرياضيات وعلم النفس. تخرجت من كلية بارنارد حاصلة على درجة البكالوريوس في سن العشرين في عام 1928، وأكملت شهادة الدكتوراه. في جامعة كولومبيا عام 1930.
وظّف هاري هولينجورث أناستاسي لتكون مدرّسة في بارنارد، حيث ظلت فيها في الفترة من عام 1930 إلى عام 1939. وعملت في كلية كوينز في جامعة نيويورك من عام 1939 إلى عام 1947 متوليةً رئاسة القسم. عملت في جامعة فوردهام من عام 1947 حتى عام 1979، وتولت رئاسة الجامعة خلال الفترة من عام 1968 إلى عام 1974. وتقاعدت في عام 1979، وأصبحت أستاذة فخرية.
في عام 1933، تزوجت أناستاسي من جون بورتر فولي الابن (1910-1994)، وهو عالم نفسي. وفي السنة التالية، شُخصت بسرطان عنق الرحم. وقد عولجت بالراديوم الذي دمر السرطان، ولكنه سبب أثرا جانبياً في جسمها. خلال فترة الكساد العظيم في ثلاثينات القرن الماضي، لم يكن بإمكانها هي وزوجها إلا أن يجدا عملا في مدن مختلفة، وهي في نيويورك وفي واشنطن العاصمة. توفى ت أناستاسي في نيويورك يوم 4 مايو عام 2001.

## علم النفس التفاضلي
في عام 1937 نشرت أنستاسي الطبعة الأولى من علم النفس التفاضلي، وهو عمل رائد في ما يقرب من 900 صفحة حول ما وصفته: «الدراسة العلمية للاختلافات بين المجموعات»، ولم يقتصر تعريفها على العرق أو الإثنية فحسب، بل شمل أيضا الاختلافات الجماعية التي تعكس العمر والتعليم والأسرة ونوع الجنس والدين والطبقة الاجتماعية. وُصف نهجها في دراسة الثقافة والفارق بأنه «نموذج أنيق» يضم عدداً من مجالات الدراسة الحالية.
تناولت أناستاسي التحديات المنهجية التي ينطوي عليها دراسة الفوارق الجماعية. وقد تجلى ذلك بوضوح في ثلاثينيات القرن العشرين في «علم العرق» النازي. برعت في ملخصها لهذا العمل: «إن مجموعة الأدلة الداعمة لهذا [التفوق الآري] ناقصة ومنحازة في أفضل حالاتها، ورائعة وإسطورية في أسوأ حالاتها». بين الصعوبات المنهجية التي ينطوي عليها الأمر والأهوال التي يرتكبها النازيون، اختفى علم النفس التفاضلي من مجال البحوث. وبحلول عام 1954، انتقلت أنستاسي نفسها من دراسة الاختلافات الجماعية إلى دراسة الاختلافات الفردية.
نشرت أناستازي ثلاث طبعات من علم النفس التفاضلي (1937، 1949، 1958). وفي عام 1985، وصفته المؤسسة النفسية الأمريكية نموذجاً «للوضوح والشمول والتوليف».

## الاختبارات النفسية

### مواضيع البحث
كان المقال الذي نشر تحت عنوان «ماذا تقيس اختبارات الذكاء؟» الصادر في عام 1983، يهدف إلى تصحيح التفسيرات الخاطئة بشأن فهم اختبارات الكفاءة والشخصية واستخدامها. أشارت أناستاسي إلى أن «طفرة الاختبار» في عشرينيات القرن العشرين تسببت في تبني هذا المصطلح وإساءة استخدامه من قبل عامة الناس. وحسب أناستاسي، يخلق اختلاس المصطلح دلالات تفيد بأن الذكاء حقيقي مستقر طوال عمر الشخص ومقاوم للتغيير.
في المقابل، أكدت أناستاس على أن المقاييس النفسية تنقل صورة الفرد الحالية لما يعرفه. وحذرت من تفسير هذه الاختبارات على أنها تؤدي وظيفة تنبؤية قوية، إذ لا تشير الدرجات إلا إلى الدرجة التي يكتسبها الشخص للمعرفة والمهارات فيما يتعلق بمعيار الاختبار المحدد. وهي تقيم ما هو مطلوب في سياق معين؛ إذ لا يعتمد ما يمكن للفرد تحقيقه في المستقبل فقط على وضعه الفكري الحالي كما يحدده الاختبار، بل يعتمد أيضا على التجارب اللاحقة.
كان من المهم بالنسبة لأنستاسي فهم الأطر المرجعية الثقافية التي يجري في إطارها اختبار. وذكرت أنه «لا يمكن أن يكون أي اختبار ذكاء حراً؛ لأن الذكاء البشري ليس حرا من الناحية الثقافية» ولذلك فإن الخطوة الأولى في وضع اختبار ذكاء في إطار ثقافة معينة هي صياغة تحليل للمهمة من أجل تحديد مدى اكتساب الأفراد المعرفة القيمة داخل تلك الثقافة.

### الطرق
طبقت أناستاسي في معظم الأحيان الأساليب القائمة على اختبار القدرة الفردية والجماعية، فضلاً عن قوائم الجرد الخاصة بالتقارير الذاتية وقياس المصالح والمواقف. واتبعت المبادئ المنهجية للقواعد، والموثوقية، والصلاحية، وتحليل البنود. يلخص مقال «الاختبار النفسي: المفاهيم الأساسية والمفاهيم الخاطئة المشتركة» المواقف المنهجية لها. شددت أناستاسي على أنه من أجل تقييم أي اختبار قياس نفسي، يجب أن يكون المختبر على دراية بالملامح الرئيسة للاختبارات، لا سيما أنها تنطبق على الأعراف والصلاحية والجدارة. وقالت إن نهجها إزاء النقاط القياسية والانحراف المعياري هو نهج تعتقد فيه أن فهم المفاهيم الإحصائية ضروري لفهم معنى الحساب الإحصائي.

### الفرق بين اختبار الكفاءة والإنجاز
في الاختبار النفسي: أوضحت أناستاسي الفوارق بين أنواع الاختبارات. يوجد اختلافان بين اختبارات الكفاءة واختبارات الإنجاز، وهما استخدام الاختبار ودرجة التحديد التجريبي الذي يشكل أساس بناء الاختبارات. تستخدم اختبارات الإنجاز لتقييم الحالة الراهنة؛ إذ يمكن لاختبارات الكفاءة أن تتوقع الأداء في المستقبل على النحو الذي تحدده المعايير الخاصة بها. وقد عرِّفت الخصوصية التجريبية بدقة لاختبارات الإنجاز، مثل اختبارات إس إيه تي.

### نقد
في الطبعة الأولى من الاختبار النفسي لعام 1955، وجهت انتقادات لنسب نتائج الاختبار فقط إلى الاختلافات الفردية، بدلاً من الاعتراف بأن «الاختلافات العرضية» تقاس أيضا عن طريق الاختبارات. كل واحد سيغطي سمة واحدة أو جانب مختلف من المعيار.